# Рунггальдир, Лукас
Лукас Рунггальдьер (итал. Lukas Runggaldier, род. 31 июля 1987 года в Больцано) — итальянский двоеборец, участник Олимпийских игр.
В Кубке мира Рунггальдьер дебютировал в 2007 году, в январе 2007 года впервые попал в тридцатку лучших на этапе Кубка мира. Всего на сегодняшний момент имеет 4 попадания в тридцатку лучших на этапах Кубка мира, 3 в личных соревнованиях и 1 в командных. Лучшим достижением в итоговом зачёте Кубка мира для Рунггальдьера является 55-е место в сезоне 2009-10.
На Олимпиаде-2010 в Ванкувере стартовал в трёх дисциплинах: 16-е место в соревнованиях с нормального трамплина + 10 км, 11-е место в соревнованиях с большого трамплина + 10 км и 10-е место в командных соревнованиях.
За свою карьеру участвовал в одном чемпионате мира, на чемпионате мира 2009 принял участие в двух гонках в которых занял 26-е и 36-е места.
Использует лыжи производства фирмы Fischer.